# Fire on Marzz/Stella & Steve
Fire on Marzz/Stella & Steve è la prima raccolta della cantante neozelandese Benee, pubblicata il 14 febbraio 2020 sull'etichetta Republic Records.
Si tratta di una compilation delle tracce dei precedenti EP della cantante, Fire on Marzz e Stella & Steve.

## Tracce
Testi e musiche di Stella Bennett e Josh Fountain, eccetto dove indicato.
- Lato A

1. Soaked – 4:00 (Stella Bennett, Josh Fountain, Djeisan Suskov)
2. Glitter – 3:00 (Stella Bennett, Josh Fountain, Jason Schoushkoff)
3. Wishful Thinking – 3:33
4. Afterlife – 3:56 (Stella Bennett, Josh Fountain, Jason Schoushkoff)
5. Evil Spider – 2:33 (Stella Bennett, Josh Fountain, Jason Schoushkoff)
6. Want Me Back – 3:54

- Lato B

1. Find an Island – 3:12 (Stella Bennett, Josh Fountain, Djeisan Suskov)
2. Supalonely (feat. Gus Dapperton) – 3:43 (Jenna Andrews, Stella Bennett, Josh Fountain, Brendan Rice)
3. Monsta – 3:41 (Stella Bennett, Josh Fountain, Jason Schoushkoff)
4. Drifting (feat. Jack Berry) – 3:23 (Stella Bennett, Josh Fountain, Damin McCabe, Djeisan Suskov)
5. Blu – 3:22 (Jenna Andrews, Stella Bennett, Josh Fountain)

## Formazione
- Benee – voce
- Josh Fountain – produzione, missaggio (traccia A1)
- Joe LaPorta – mastering (tracce A1-A6)
- David Wrench – missaggio (tracce A2-A6)
- Gus Dapperton – co-produzione (traccia B2)
- Randy Merrill – mastering (tracce B1-B5)
- Spike Stent – missaggio (tracce B1-B5)

## Classifiche
| Classifica (2020) | Posizione massima |
| ----------------- | ----------------- |
| Australia         | 19                |